# Danemark aux Jeux olympiques d'hiver de 1948
Cet article contient des informations sur la participation et les résultats du Danemark aux Jeux olympiques d'hiver de 1948 à Saint-Moritz en Suisse. Le Danemark était représenté par 2 athlètes. Cette participation a été la première du Danemark aux Jeux d'hiver. La délégation danoise n'a pas récolté de médaille.